# Caribbean Futsal Championship
Il Caribbean Futsal Championship è una competizione di calcio a 5 alla quale partecipano le nazioni aderenti alla CONCACAF dell'area caraibica, raggruppate nella Caribbean Football Union (CFU). Il suo nome ufficiale precedentemente era CFU Preliminary Futsal Qualification Tournament e si è svolta per la prima volta nel 2004. Il torneo ha cadenza quadriennale e qualifica le prime due formazioni al CONCACAF Futsal Tournament.

## Tornei disputati
| 2004 Dettagli | Trinidad e Tobago | Trinidad e Tobago | 5 - 0 | Guyana | Suriname | 9 - 4 | Antille Olandesi |
| 2008 Dettagli | Trinidad e Tobago | Trinidad e Tobago | 6 - 3 | Haiti  | Suriname | 7 - 3 | Guyana           |

### Vittorie
| 2 | Trinidad e Tobago (2004, 2008) |